# 涅茲維爾
51°3′39″N 25°24′51″E / 51.06083°N 25.41417°E
涅茲維爾（烏克蘭語：Незвір），是烏克蘭的村落，位於該國西部沃倫州，由盧茨克區負責管轄，面積0.005平方公里，海拔高度174米，2001年人口238，人口密度每平方公里47,600人。